# Berlin, Maryland
Berlin este o localitate cu 3.491  loc. situată în comitatul Worcester County, statul Maryland, SUA.